# Eindhoven
Eindhoven (nederländskt uttal: [ˈɛi̯ntɦoːvə(n)] lyssna (fil)) är en stad och kommun i provinsen Noord-Brabant i södra Nederländerna. Staden är belägen vid floden Dommel. Kommunen hade 229 637 invånare (2018). Eindhoven är en stor industristad och är den femte största staden i landet.
Den mest kända industrin i Eindhoven var tidigare Philips som bland annat tillverkade glödlampor, TV och radio. Philips stora fabriksanläggningar i Eindhoven lades ned när produktionen förlades utomlands och Philips lämnade Eindhoven under 1990-talet med några få undantag där bland annat FoU-enheter blev kvar samt ljusdivisionen. 
Philips har även gett namn åt stadens kända fotbollslag PSV Eindhoven.
Eindhovens flygplats ligger cirka 8 km väster om staden.